# Santuario de los dioses egipcios
Santuario de los dioses egipcios fue un santuario de culto de los dioses de Egipto en Priene en Asia Occidental, actual Turquía.

## Historia
El santuario de los dioses egipcios se construyó originalmente a principios del período helenístico, entre el 300 y el 200 a. C., o un poco más tarde, en el 200 a. C. Fue modificado posteriormente, presumiblemente hacia el año 100 a. C., antes del comienzo del período romano. La dedicación del santuario a los dioses egipcios se conoce por las inscripciones 
halladas en el edificio. En ellas se menciona a los dioses Isis, Serapis, Anubis, Harpócrates y Heracles. La presencia de dioses egipcios en Priene puede explicarse por los vínculos comerciales. Por otro lado, puede estar vinculada a las guerras entre los reinos helenísticos a mediados de la década de 200 a. C., cuando Ptolomeo III, gobernante de Egipto, intentó hacerse con el control de la región.

## Descripción
Eestaba situado en la parte oriental de la ciudad baja de Priene, al este del Teatro de Priene, en un terraplén de unos 5 metros de altura entre las dos calles principales este-oeste más septentrionales de la ciudad, las llamadas calle del Teatro y calle de Atenea. Consistía en un santuario amurallado, el témenos, con un gran altar rectangular. El tamaño del témenos era de unos 47 × 31 metros. El altar medía unos 14,6 × 7,3 metros y 1,7 metros de altura. Una escalera conducía al altar por su lado sur. La entrada al santuario se realizaba originalmente por el lado este y posteriormente por el lado norte a través de una puerta propilea. Medía unos 4,3 m de ancho y 4,4 m de profundidad. Posteriormente se añadió un pórtico en el lado oeste.